# Campionati italiani assoluti di scherma del 1979
I Campionati italiani assoluti di scherma del 1979 sono stati organizzati dalla Federazione Italiana Scherma e si sono svolti a Livorno in Toscana.
Nel fioretto, si sono aggiudicati i titoli dei campionati italiani Mauro Numa e Susanna Batazzi, entrambi alla loro prima affermazione.
Il titolo della spada è andato per la terza volta a Stefano Bellone.
Nella sciabola Mario Aldo Montano ha vinto il suo quarto titolo nazionale maschile.
Nei campionati italiani a squadre maschili il Circolo Scherma Mestre ha vinto il terzo titolo consecutivo nel fioretto, mentre il Circolo della Spada Mangiarotti di Milano ha vinto il quinto titolo nella spada; nella sciabola c'è stato il primo successo del Centro Sportivo Aeronautica Militare.
Il campionato italiano di fioretto a squadre femminili è andato per la terza volta al Club Scherma Roma.

## Podi

### Uomini
| Specialità  | Oro                               | Argento | Bronzo |
| Individuali |                                   |         |        |
| Fioretto    | Mauro Numa                        | -       | -      |
| Spada       | Stefano Bellone                   | -       | -      |
| Sciabola    | Mario Aldo Montano                | -       | -      |
| A squadre   |                                   |         |        |
| Fioretto    | Circolo Scherma Mestre -          | -       | -      |
| Spada       | Circolo della Spada Mangiarotti - | -       | -      |
| Sciabola    | Aeronautica Militare -            | -       | -      |

### Donne
| Specialità  | Oro                 | Argento     | Bronzo |
| Individuali |                     |             |        |
| Fioretto    | Susanna Batazzi     | Clara Mochi | -      |
| A squadre   |                     |             |        |
| Fioretto    | Club Scherma Roma - | -           | -      |